# Marcella Prior-Callwey

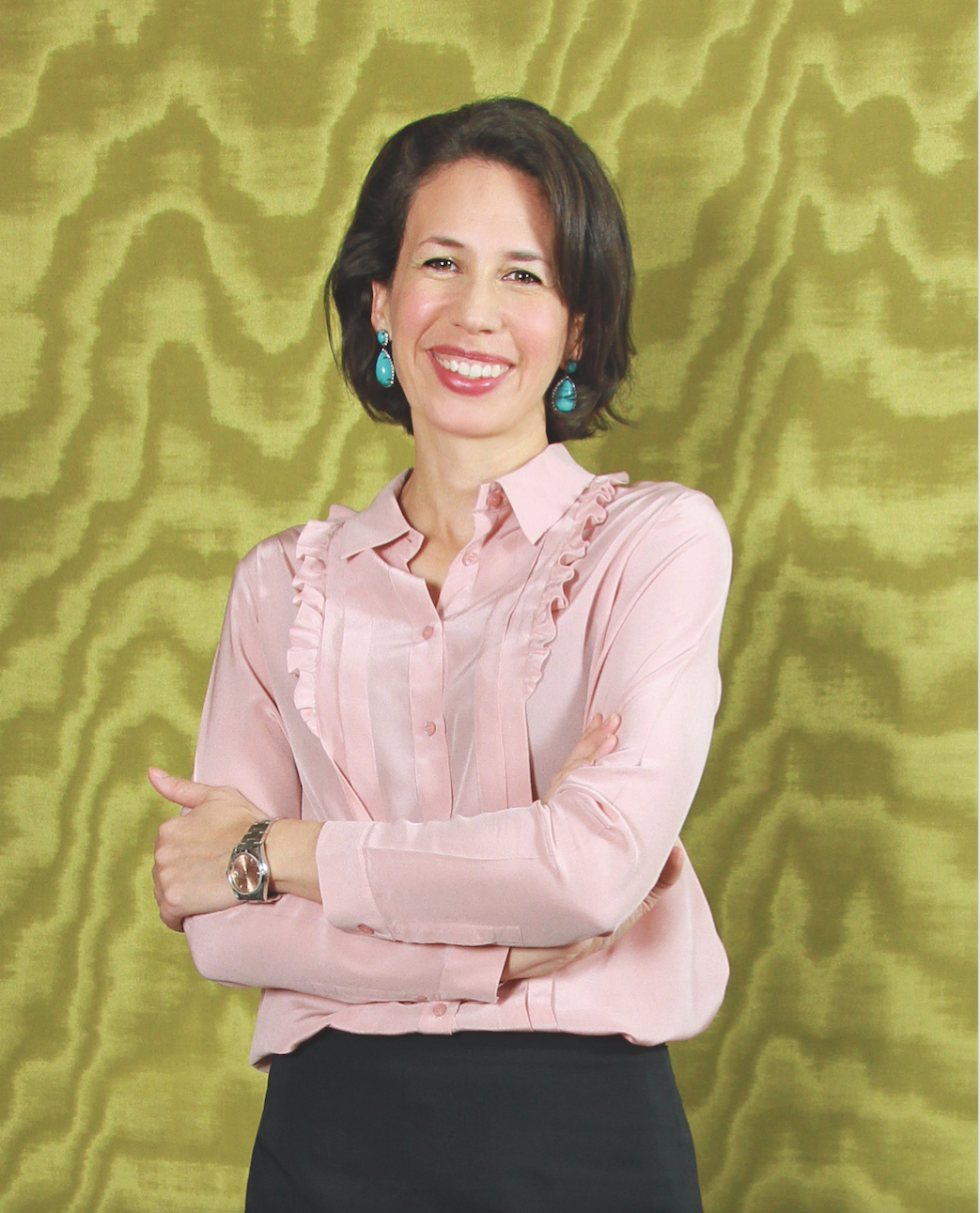

Marcella Prior-Callwey (* 10. November 1975 in München) ist eine deutsche Verlegerin. Sie leitet seit 2009 den Callwey Verlag in München.

## Leben
Marcella Prior-Callwey wurde 1975 in München geboren als Tochter der Verleger Veronika Baur-Callwey und Helmuth Baur-Callwey. Nach der Ausbildung zur Verlagskauffrau beim BLV Verlag in München studierte sie Kunstgeschichte, Betriebswirtschaftslehre und Kultur- und Medienmanagement in Berlin. Anschließend promovierte sie in Kunstgeschichte an der Freien Universität Berlin und der University of Oxford.
2005 trat sie in den Callwey Verlag als Leiterin des Buchverlags ein. 2009 wurde sie Geschäftsführende Gesellschafterin und leitete den von Georg D.W. Callwey gegründeten Verlag als vierte Generation zusammen mit ihrem Bruder Dominik Baur-Callwey. Seit 2019 führt sie die Buchsparte als alleinige Gesellschafterin und Geschäftsführerin des Callwey Verlags.
Unter der Leitung von Prior-Callwey erweitert der Verlag 2011 sein Portfolio durch die Auslobung jährlich stattfindender Wettbewerbe. Durch Awards wie „Häuser des Jahres – die besten Einfamilienhäuser“, „Wohnbauten des Jahres – Ausgezeichneter Wohnungsbau“ oder „Gärten des Jahres – die schönsten Privatgärten“ kuratiert der Verlag mit Hilfe unabhängiger Jurys die besten Beispiele des Jahres. 2013 legt Marcella Prior-Callwey das erste Kochbuch-Programm des Verlags auf. 2023 erweitert Prior-Callwey das Portfolio um den kuratierten Buchclub Callwey & Friends.

## Mitgliedschaften
Prior-Callwey engagiert sich seit vielen Jahren ehrenamtlich in der Branche. 2009–2015 war sie im Vorstand des Börsenvereins des Deutschen Buchhandels, Landesverband Bayern und dort von 2018 bis 2021 Mitglied im Verlegerausschuss. Seit 2021 ist sie Vorsitzende des Gremiums Text & Sprache im Kulturkreis der Deutschen Wirtschaft beim BDI.

## Privat
Marcella Prior-Callwey ist verheiratet und hat zwei Kinder.

## Veröffentlichung
- Die Differenzierung des Gemeinsamen: Männliche Doppelportraits in England von Hans Holbein d. J. bis Joshua Reynolds. Peter Lang, 2007, ISBN 978-3-89975-071-3.